# Choi Aei-Young
Choi Aei-Young, född den 25 juli 1959, död 14 maj 2008 i Seoul, var en sydkoreansk basketspelare som var med och tog OS-silver 1984 i Los Angeles. Detta var Sydkoreas första medalj i de olympiska baskettävlingarna. Hon var 168 centimeter lång.